# (29961) 1999 JB99
A (29961) 1999 JB99 a Naprendszer kisbolygóövében található aszteroida. A LINEAR projekt keretében fedezték fel 1999. május 12-én.